# Vestido de fiesta
Un vestido de fiesta es una prenda de vestir femenina, generalmente de alta costura y diseñado para brindar elegancia en eventos significativos. A esta prenda femenina se la conoce también con los nombres de vestido de noche o vestido de gala.
Existen multitud de estilos y materiales. Los vestidos de fiesta suelen seleccionarse en función del evento, si es más o menos protocolario, y en función del horario: se prefieren patrones largos para eventos de noche, mientras que los cortos, por encima o por debajo de la rodilla,  se lucen en eventos diurnos.